# Senoner

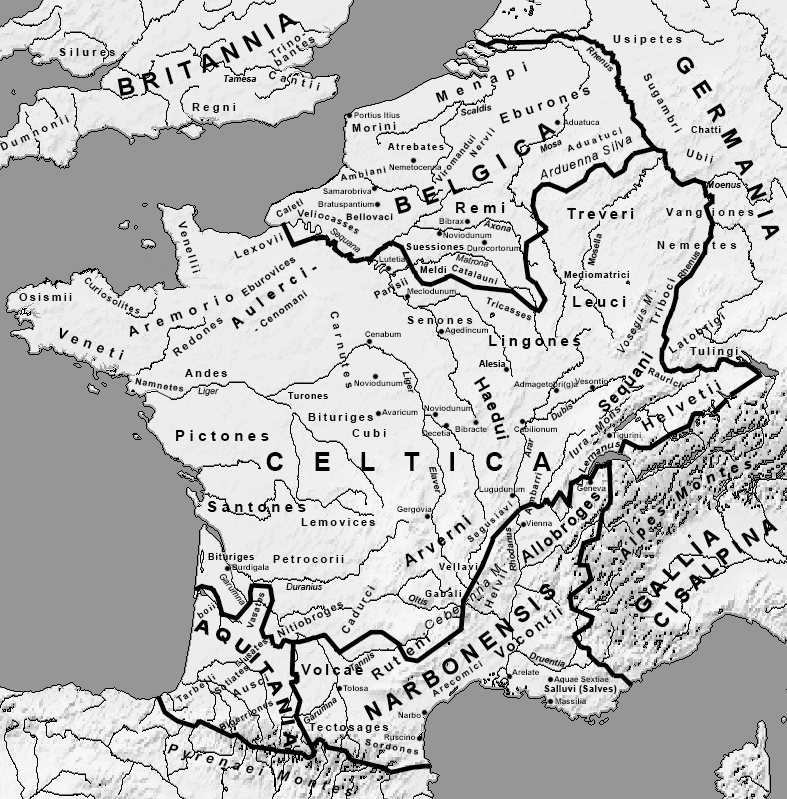
En karta över Gallien under 100-talet f.Kr. som visar de keltiska stammarnas geografiska placering.

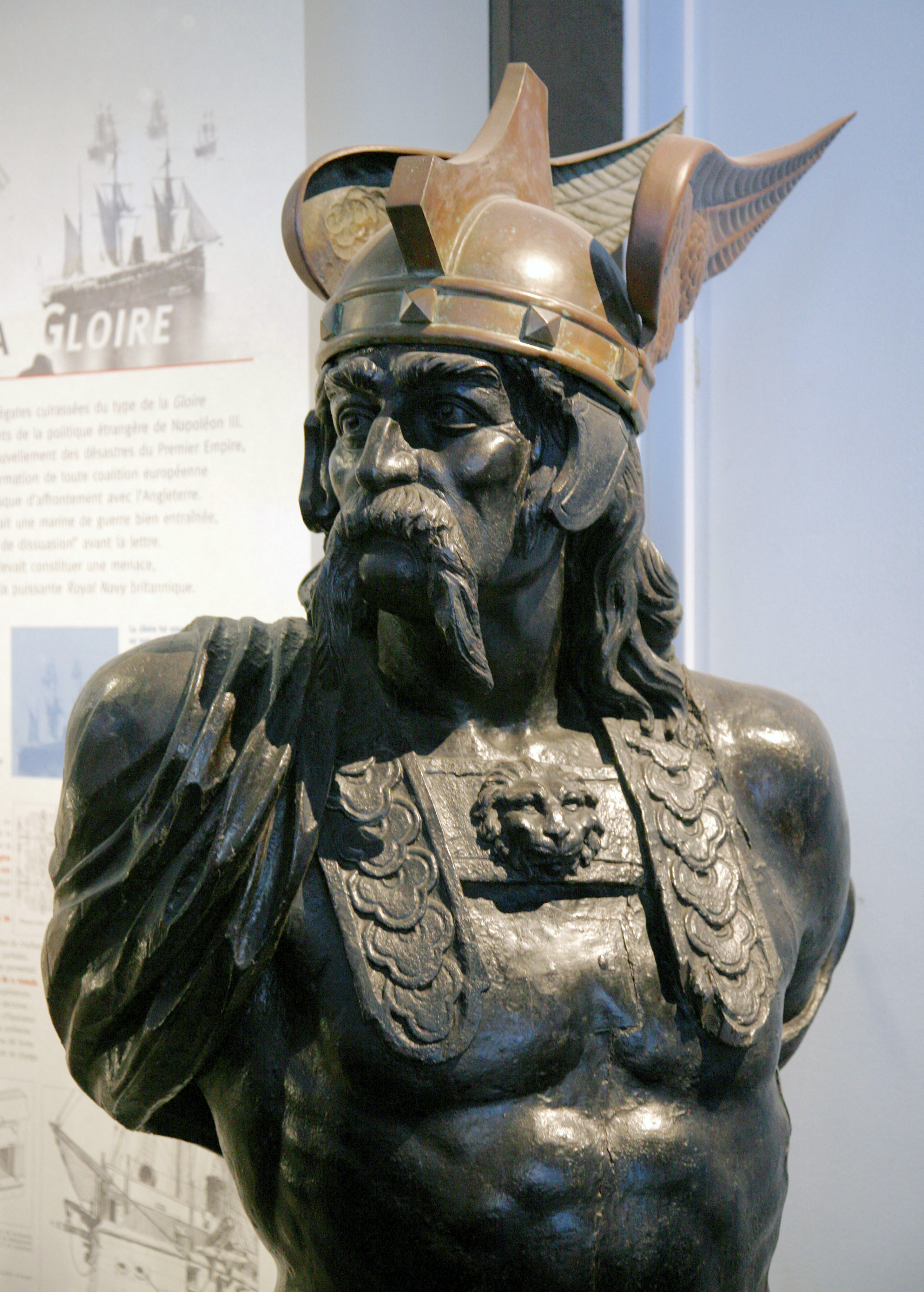
Brennus var senonernas hövding

Senoner (grekiska: Σήνωνες) var två olika grupper av kelter, som förmodligen var släkt med varandra. En grupp senoner bodde i Gallien och den andra gruppen senoner bodde i Umbrien i östra Italien. Förmodligen hade den umbriska grenen sitt ursprung i Gallien.

## Senonerna i Gallien
De galliska senonerna bodde på Julius Caesars tid i det område som motsvarar dagens departments  Seine-et-Marne, Loiret och Yonne. Romarriket hade två konflikter med senonerna i Gallien 53 f.Kr. - 51 f.Kr., men bortsett från dem förblir de i stort sett obemärkta. Deras område blev sedan del av Gallia Lugdunensis. Deras största städer hette Agedincum, Metiosedum och Vellaunodunum.
Agedincum var också deras huvudstad.

## Senonerna i Umbrien
Ungefär 400 f.Kr. tog sig en gren av senonerna över Alperna. De bosatte sig vid adriatiska kusten, mellan Ariminum och Ancona och drev ut de umbrer som bodde där. Det området kom sedan att kallas ager Gallicus. De grundade där staden Sena Gallica som senare blev deras huvudstad. Kort därefter, 391 f.Kr. invaderade senonerna Etrurien och belägrade den etruskiska staden Clusium. Clusium begärde hjälp från Rom vilket ledde till slaget vid Allia 390 f.Kr. Senonerna fortsatte att vara inblandade i fientligheter mot Rom tills de besegrades och fördrevs av konsuln Publius Cornelius Dolabella år 283 f.Kr. En romersk koloni grundades sedan i Sena Gallica.